# Battaglia di Salamanca
La battaglia di Salamanca (denominata nella storiografia francese "battaglia delle Arapiles") fu uno scontro della guerra d'indipendenza spagnola, che si svolse il 22 luglio 1812 e vide contrapposti Regno Unito, Spagna e Portogallo contro la Francia. La battaglia, che ebbe luogo ad Arapiles, nei pressi di Salamanca, terminò con una vittoria anglo-portoghese.

## Antefatto
Dopo aver raccolto sufficienti forze per contrastare Wellington, nel giugno del 1812 il maresciallo francese Auguste Marmont, subentrato al comando dell'Armata di Portogallo a Massena, decise di passare all'attacco, mentre l'esercito inglese era impegnato nel difficile assedio della città spagnola di Salamanca. Tuttavia, giunto in prossimità della città, Marmont arrestò l'avanzata poiché Wellington aveva preparato il terreno per la battaglia in modo da difendere una ripida collina, situazione che il maresciallo francese non osò affrontare per la reputazione di Wellington come abilissimo "difensore di colline". Dopo qualche giorno di perfetta stasi, Marmont decise di ritirarsi, e Wellington, conquistati i tre fortini a Salamanca, si gettò all'inseguimento dell'Armata francese. Per giorni le due armate si fronteggiarono da distanza, con marce e contro-marce, fin quando Wellington, decise di ritirarsi fino alla frontiera col Portogallo. Tuttavia, giunto a Salamanca, il generale britannico usò un abile inganno per cogliere Marmont di sorpresa: fece finta di lasciare solo una piccola retroguardia nel villaggio di Arapiles per proteggere la ritirata del grosso dell'esercito, nascondendo, in realtà, l'intera armata alleata alle spalle delle colline dietro il paese. Marmont continuò la sua avanzata verso le truppe inglesi, che raggiunse il 21 di luglio, pochi chilometri a sud della città spagnola.

## La battaglia

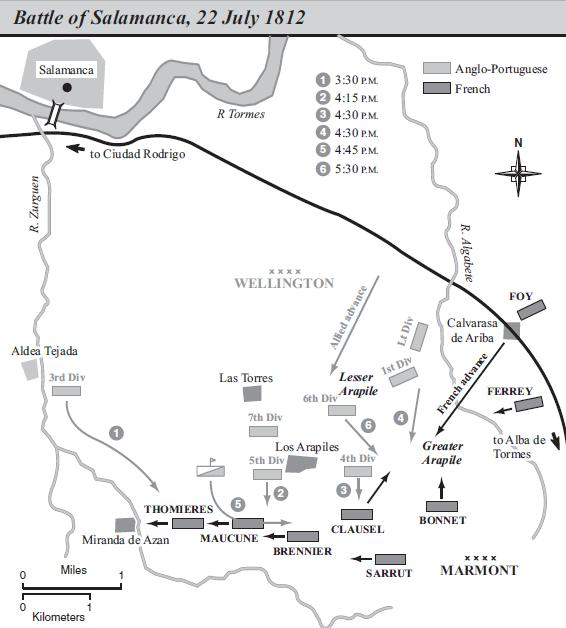
Mappa della battaglia

La posizione di Wellington si appoggiava sulla sinistra a due colline, l'Arapil maggiore e minore; al centro al villaggio di Los Arapiles con la cavalleria di Le Marchant poco dietro, a Las Torres. I francesi si avvicinarono da sud alle posizioni inglesi, riuscendo ad occupare l'Arapil maggiore.
Alle 14:00 Marmont ordinò alle divisioni di Thomières, Maucune e Clausel di aggirare gli inglesi per stringerli in una morsa. Ma Thomières erroneamente, avanzando troppo ad ovest, si isolò dal resto dell'armata, e venne investito dalla 3^a divisione inglese e dalla cavalleria, andando in rotta. A questo punto Wellington decise di sferrare un attacco al centro, peraltro già minacciato dalle divisioni inglesi che avevano sconfitto Thomières. Ciò portò all'arretramento dell'armata francese, ma non alla disfatta. Quando gli attacchi inglesi cominciarono ad affievolirsi, la cavalleria pesante di Marchant caricò le truppe francesi mandandole in rotta.
A questo punto Clausel, subentrato a Marmont e Bonnet, come mossa disperata ordinò un contrattacco con tutte le forze francesi ancora integre. I francesi attaccarono il villaggio di Los Arapiles e l'Arapil maggiore, ma furono costretti a ritirarsi di fronte all'accanita resistenza inglese.
A questo punto la disfatta era inevitabile, e di lì a poco le truppe francesi abbandonarono il campo di battaglia, con perdita di 14 000 uomini tra morti, feriti e prigionieri, lasciando di fatto aperte le porte di Madrid all'esercito britannico.